# Nikolaj Zjerdev
Nikolaj Olegovitj Zjerdev, ryska: Николай Олегович Жердев, född 5 november 1984 i Kiev i Ukrainska SSR i Sovjetunionen, är en ukrainsk-rysk professionell ishockeyspelare som spelat för bland annat HK Dynamo Moskva i KHL. Han var Columbus Blue Jackets förstaval i NHL-draften 2003.
I NHL har Zjerdev spelat för Columbus Blue Jackets, New York Rangers och Philadelphia Flyers.

## Klubbar i NHL
- Columbus Blue Jackets
- New York Rangers
- Philadelphia Flyers